# Tiếng Buru
Tiếng Buru (li fuk Buru) là một ngôn ngữ Mã Lai-Đa Đảo trong nhánh Trung Maluku. Vào năm 1991, đây là ngôn ngữ của 45.000 người Buru sống trên đảo Buru (tiếng Indonesia: Pulau Buru) của Indonesia. Nó còn hiện diện trong cộng đồng người Buru trên Ambon, trên những đảo khác của Maluku, ở thủ đô Jakarta cũng như ở Hà Lan.
Nghiên cứu chi tiết nhất về Buru là do hai nhà truyền giáo kiêm dân tộc học Charles E. Grimes và Barbara Dix Grimes thực hiện vào thập niên 1980.

## Phương ngữ
Có thể chia tiếng Buru ra ba phương ngữ, mỗi phương ngữ ứng với một nhóm người Buru: Rana (lấy theo tên hồ nước ở trung tâm Buru; hơn 14.000 người nói), Masarete (hơn 9.500 người nói) và Wae Sama (hơn 6.500 người nói). Có chừng 3.000–5.000 người Rana mà ngoài phương ngữ chính ra còn nói một "phương ngữ bí mật" gọi là Ligahan. Phương ngữ Fogi một thời có mặt ở mé tây đảo nay đã biến mất. Sự tương đồng từ vựng là 90% giữa Masarete và Wae Sama, 88% giữa Masarete và Rana, 80% giữa Wae Sama và Rana. Hầu hết người Buru, nhất là người vùng ven biển, đều nói và hiểu được ngôn ngữ chính thức, tiếng Indonesia, ở một mức nào đó. Họ cũng dùng tiếng Mã Lai Ambon.

## Âm vị học
Tiếng Bura có 5 âm vị nguyên âm, 17 âm vị phụ âm. Bên dưới là bảng liệt kê âm vị tiếng Buru:
|               | Môi | Răng/ Chân răng | Chân răng-vòm/ Vòm | Ngạc mềm | Thanh hầu |
| ------------- | --- | --------------- | ------------------ | -------- | --------- |
| Tắc           | p b | t̪ d             | tʃ (dʒ)            | k g      |           |
| Xát           | f   | s               |                    |          | h         |
| Mũi           | m   | n               |                    | ŋ        |           |
| Cạnh lưỡi     |     | l               |                    |          |           |
| Rung          |     | r               |                    |          |           |
| Bán nguyên âm | w   |                 | j                  |          |           |

|      | Trước | Giữa | Sau |
| ---- | ----- | ---- | --- |
| Đóng | i     |      | u   |
| Vừa  | e     |      | o   |
| Mở   |       | a    |     |